# Balezino
Balezino (ros. Балезино) – osiedle w Rosji, w Udmurcji, ośrodek administracyjny rejonu balezińskiego. W 2010 liczyło 16 121 mieszkańców.